# شورجه (سروستان)
شوریجه، روستایی از توابع بخش مرکزی شهرستان سروستان در استان فارس ایران است.

## جمعیت
این روستا در استان فارس قرار دارد و براساس سرشماری مرکز آمار ایران در سال ۱۳۸۵، جمعیت آن ۹۹۳ نفر (۲۲۷خانوار) بوده‌است.